# Ulleung
Huyện Ulleung (Ulleung-gun, Hán-Việt: Uất Lăng quận) là một huyện ở tỉnh Gyeongsang Bắc, Hàn Quốc. Huyện này có diện tích 72,518 km², dân số 10.426 người. Trong địa phận huyện có đảo Ulleungdo cùng 44 đảo nhỏ khác, bao gồm cả Takeshima/Dokdo tranh chấp với Nhật Bản. Tất cả các đảo này đều nằm trên biển Nhật Bản.
Huyện được chia thành hai Myeon: Ulleung-eup (gồm Dokdo), Buk-myeon và Seo-myeon. Các đơn vị này lại được chia thành 10 ri (làng).

## Khí hậu
| Dữ liệu khí hậu của Ulleung              | Dữ liệu khí hậu của Ulleung | Dữ liệu khí hậu của Ulleung | Dữ liệu khí hậu của Ulleung | Dữ liệu khí hậu của Ulleung | Dữ liệu khí hậu của Ulleung | Dữ liệu khí hậu của Ulleung | Dữ liệu khí hậu của Ulleung | Dữ liệu khí hậu của Ulleung | Dữ liệu khí hậu của Ulleung | Dữ liệu khí hậu của Ulleung | Dữ liệu khí hậu của Ulleung | Dữ liệu khí hậu của Ulleung | Dữ liệu khí hậu của Ulleung |
| Tháng                                    | 1                           | 2                           | 3                           | 4                           | 5                           | 6                           | 7                           | 8                           | 9                           | 10                          | 11                          | 12                          | Năm                         |
| ---------------------------------------- | --------------------------- | --------------------------- | --------------------------- | --------------------------- | --------------------------- | --------------------------- | --------------------------- | --------------------------- | --------------------------- | --------------------------- | --------------------------- | --------------------------- | --------------------------- |
| Cao kỉ lục °C (°F)                       | 14.9 (58.8)                 | 19.2 (66.6)                 | 21.8 (71.2)                 | 26.1 (79.0)                 | 29.4 (84.9)                 | 32.2 (90.0)                 | 34.6 (94.3)                 | 34.6 (94.3)                 | 32.4 (90.3)                 | 27.2 (81.0)                 | 23.2 (73.8)                 | 17.9 (64.2)                 | 34.6 (94.3)                 |
| Trung bình ngày tối đa °C (°F)           | 4.3 (39.7)                  | 5.3 (41.5)                  | 9.1 (48.4)                  | 15.1 (59.2)                 | 19.3 (66.7)                 | 22.2 (72.0)                 | 25.2 (77.4)                 | 26.7 (80.1)                 | 23.1 (73.6)                 | 18.8 (65.8)                 | 13.1 (55.6)                 | 7.5 (45.5)                  | 15.8 (60.4)                 |
| Trung bình ngày °C (°F)                  | 1.4 (34.5)                  | 2.2 (36.0)                  | 5.4 (41.7)                  | 11.1 (52.0)                 | 15.5 (59.9)                 | 18.8 (65.8)                 | 22.3 (72.1)                 | 23.6 (74.5)                 | 19.8 (67.6)                 | 15.3 (59.5)                 | 9.7 (49.5)                  | 4.4 (39.9)                  | 12.4 (54.3)                 |
| Tối thiểu trung bình ngày °C (°F)        | −0.8 (30.6)                 | −0.2 (31.6)                 | 2.5 (36.5)                  | 7.7 (45.9)                  | 12.1 (53.8)                 | 16.0 (60.8)                 | 20.0 (68.0)                 | 21.4 (70.5)                 | 17.4 (63.3)                 | 12.6 (54.7)                 | 7.1 (44.8)                  | 2.0 (35.6)                  | 9.8 (49.6)                  |
| Thấp kỉ lục °C (°F)                      | −11.6 (11.1)                | −13.6 (7.5)                 | −9.9 (14.2)                 | −2.7 (27.1)                 | 3.8 (38.8)                  | 7.0 (44.6)                  | 12.5 (54.5)                 | 14.7 (58.5)                 | 8.9 (48.0)                  | 0.7 (33.3)                  | −5.9 (21.4)                 | −9.6 (14.7)                 | −13.6 (7.5)                 |
| Lượng Giáng thủy trung bình mm (inches)  | 116.2 (4.57)                | 78.1 (3.07)                 | 72.2 (2.84)                 | 81.3 (3.20)                 | 105.1 (4.14)                | 115.3 (4.54)                | 170.2 (6.70)                | 167.9 (6.61)                | 170.7 (6.72)                | 83.9 (3.30)                 | 105.5 (4.15)                | 117.1 (4.61)                | 1.383,4 (54.46)             |
| Số ngày giáng thủy trung bình (≥ 0.1 mm) | 18.5                        | 14.6                        | 11.6                        | 8.3                         | 8.7                         | 9.1                         | 12.1                        | 11.5                        | 9.9                         | 9.0                         | 12.4                        | 16.9                        | 142.6                       |
| Số ngày tuyết rơi trung bình             | 17.9                        | 13.3                        | 7.0                         | 0.7                         | 0.0                         | 0.0                         | 0.0                         | 0.0                         | 0.0                         | 0.3                         | 3.6                         | 12.1                        | 54.9                        |
| Độ ẩm tương đối trung bình (%)           | 70.1                        | 69.6                        | 69.8                        | 69.2                        | 72.1                        | 80.4                        | 85.9                        | 85.0                        | 80.3                        | 72.5                        | 68.6                        | 68.5                        | 74.3                        |
| Số giờ nắng trung bình tháng             | 90.4                        | 104.1                       | 167.2                       | 212.0                       | 227.3                       | 175.0                       | 150.7                       | 163.3                       | 158.7                       | 176.8                       | 130.0                       | 100.6                       | 1.856,1                     |
| Phần trăm nắng có thể                    | 29.5                        | 34.2                        | 45.1                        | 53.7                        | 51.7                        | 39.7                        | 33.6                        | 38.8                        | 42.5                        | 50.7                        | 42.6                        | 33.7                        | 41.7                        |
| Nguồn:                                   |                             |                             |                             |                             |                             |                             |                             |                             |                             |                             |                             |                             |                             |